# دیوید هاگ
دیوید هاگ (انگلیسی: David Hogg؛ زادهٔ ۱۲ آوریل ۲۰۰۰) سیاست‌مدار اهل ایالات متحده آمریکا و یکی از نایب رئیسان کمیته ملی دموکرات آمریکا است که در ۲۰۲۵ به این سمت انتخاب شد. هاگ بعد از فعالیت جهت محدودسازی قوانین کنترل سلاح در آمریکا مشهور شد. وی از بازماندگان تیراندازی در دبیرستان استونمن داگلاس است که پس از این تیراندازی، تظاهرات و بایکوت‌های متعددی را رهبری کرده‌است.
وی همراه با خواهرش لورن هاگ کتاب «هشتگ هیچگاه دوباره» (#NeverAgain) را نگاشت که به فهرست کتاب‌های پرفروش نیویورک تایمز رسید. همچنین وی یکی از صد شخص بانفوذ سال ۲۰۱۸ به اتنخاب مجله تایم (تایم ۱۰۰) بود.
وی همچنین برندهٔ جوایزی همچون جایزه حقوق بشر رابرت اف. کندی شده است.